# عائلة إكس
عائلة إكس (بالإنجليزية: The X's)‏ هو مسلسل تم إنتاجه في  الولايات المتحدة. بدأ عرضه في سنة 2005 على نكلوديون. كما بلغ عدد حلقاته 20 حلقة، وتبلغ مدة الحلقة الواحدة 24 دقيقة. وهو من إخراج ديف مارشال. تم بث المسلسل لأول مرة بتاريخ 25 نوفمبر، 2005 بينما تم بث آخر حلقة منه بتاريخ 13 ديسمبر، 2006. نكلوديون حذفت موقع «عائلة إكس» من موقعها وقسم الفيديوهات والأشياء المُقيمة، ولكنها بقيت تعرض في المكسيك.

## القصة
عائلة جواسيس تعمل على اخفاء هويتها ولو انها تجد صعوبة في ذلك بعض المرات
تعمل العائلة لصالح منظمة سوبيريور السرية.
تتكون الأسرة من الأب «مستر إكس»، والأم «مسيز إكس»، والابنة «تيوزداي إكس» أو سوزي إكس، والابن «ترومان إكس» أو محسن إكس. وتواجه دائمًا تهديدًا بالفصل من المنظمة، إذا لم يستطع أفرادها إخفاء هويتهم كجواسيس سريين لمنظمة «سوبيريرو» عن العالم المحيط بهم.
تدخل منظمة «سوبيريور» مواجهات شرسة ضد منظمة تجسُّس سرية أخرى تعرف اختصارًا باسم «إس. إن. إيه. إف. يو»، وهي منظمة شريرة تتورط في أنشطة إجرامية عديدة، وتسعى دائمًا إلى توريط العائلة التي تشكل «فريق X» في المشكلات، ويخوض الفريق ضدها مغامرات مثيرة.
على الرغم من موهبة الفريق في إحباط مخطّطات المنظمة الشريرة، إلا أن أعضاءه ليسوا موهوبين في التعامل مع ما يقعون فيه من مشكلات يومية.

## روابط خارجية
- عائلة إكس على موقع IMDb (الإنجليزية)
- عائلة إكس على موقع ميتاكريتيك (الإنجليزية)
- عائلة إكس على موقع روتن توميتوز (الإنجليزية)
- عائلة إكس على موقع قاعدة بيانات الفيلم (الإنجليزية)